# Argyrodes vittatus
Argyrodes vittatus là một loài nhện trong họ Theridiidae.
Loài này thuộc chi Argyrodes. Argyrodes vittatus được miêu tả năm 1877 bởi Bradley.